# Common Dreads
Albums de Enter Shikari
The Zone
(2007) Live at Milton Keynes
(2009)
Singles
1. Juggernauts
Sortie : 1er juin 2009
2. No Sleep Tonight
Sortie : 17 août 2009
3. Zzzonked
Sortie : 30 novembre 2009

Common Dreads est le deuxième album du groupe anglais de Post-hardcore Enter Shikari, publié le 15 juin 2009.
Trois singles sont extraits de l'album : Juggernauts, No Sleep Tonight et Zzzonked. Il atteint la 16e place des charts albums au Royaume-Uni.

## Historique
Enter Shikari commence à travailler sur son deuxième album vers la fin de l'année 2008 et met en ligne des démos de chansons dans The Low, une série d'épisodes sortis sur YouTube où on voit le groupe exposer son avancement sur l'album. À la fin septembre, le groupe poste une vidéo de Antwerpen filmée en direct. Cette chanson devient la première piste publiée de l'album, mise à la disposition en téléchargement gratuit à partir de la page MySpace d'Enter Shikari.
Common Dreads est enregistré à l'Arreton Manor sur l'Île de Wight. Plusieurs nouvelles chansons sont jouées lors des tournées et des festivals précédant la sortie de l'album. Celui-ci a un motif politique derrière et les références à la conjoncture économique sont nombreuses.
Le single Juggernauts est joué en avant-première le jeudi 15 avril à la BBC Radio 1 de l'émission de Zane Lowe, le clip vidéo mis en ligne peu de temps après. Reynolds dit à Kerrang! que la chanson est inspirée du livre Tescopoly d'Andrew Simms.
Le lundi 8 juin 2009, l'album est mis en ligne gratuitement par NME, puis est publié officiellement le 15 juin par Ambush Reality. Il entre dans les charts à la 16e place avec 15 000 exemplaires vendus dès sa première semaine.
Sur le site d'Enter Shikari, il est annoncé que le second single est No Sleep Tonight et est publié le 17 août. La chanson Wall est jouée chez Zane Lowe le 29 septembre mais n'est pas prévue pour devenir un single officiel, puisque le suivant est Zzzonked dont le clip vidéo est mis sur YouTube le 7 octobre. Il est enregistré à Norwich lors du premier concert de leur tournée européenne de 2009.
L'album subit un net changement de style par rapport à Take to the Skies, plus particulièrement dans l'utilisation de voix propres et dans le mélange de genres musicaux plus électroniques, tels que le drum and bass, l'electro house et le dubstep, ou encore la trance et l'électronique hardcore déjà explorés sur le premier album.

## Textes
Il y a un grand changement dans les textes du nouvel album. Le groupe écrivait des chansons sur divers sujets faisant un usage fréquent des métaphores. Sur Common Dreads, les textes concernent des sujets socio-politiques, comme dans Step Up, chanson qui critique le libre-échange mondial. No Sleep Tonight parle de la situation écologique d'aujourd'hui. Fanfare for the Conscious Man évoque l'injustice des différentes guerres dans lesquelles s'est engagé le gouvernement lorsqu'Enter Shikari écrit l'album. Le groupe exprime aussi des idées politiques dans Juggernauts, qui lorsqu'elles sont couplées avec le ton anti-capitaliste et sans espoir de certains passages paroles, peuvent être interprétées comme une position pro-collectiviste. Ils sont ouvertement contre la guerre en Afghanistan et la guerre en Irak, la répression sioniste des Palestiniens, les médias grand public et soutiennent Greenpeace, Stop the War Coalition, Unite Against Fascism (en) et le Mouvement Zeitgeist. Reynolds pense également que les dirigeants ne sont pas nécessaires.

## Liste des chansons
Toute la musique est composée par Enter Shikari.
| No  | Titre                         | Durée |
| --- | ----------------------------- | ----- |
| 1.  | Common Dreads                 | 2:08  |
| 2.  | Solidarity                    | 3:16  |
| 3.  | Step Up                       | 4:40  |
| 4.  | Juggernauts                   | 4:44  |
| 5.  | Wall                          | 4:29  |
| 6.  | Zzzonked                      | 3:27  |
| 7.  | Havoc A                       | 1:40  |
| 8.  | No Sleep Tonight              | 4:16  |
| 9.  | Gap in the Fence              | 4:07  |
| 10. | Havoc B                       | 2:52  |
| 11. | Antwerpen                     | 3:15  |
| 12. | The Jester                    | 3:55  |
| 13. | Halcyon                       | 0:42  |
| 14. | Hectic                        | 3:17  |
| 15. | Fanfare for the Conscious Man | 3:45  |

## Charts
| Chart (2009)         | Position |
| -------------------- | -------- |
| UK Albums Chart      | 16       |
| Belgian Albums Chart | 84       |